# ЛТГ (танк)
ЛТГ (аббр. от Лёгкий Танк Гавалова) — проект лёгкого танка конструктора И. В. Гавалова, разработанный в 1944 году. Проект был закрыт в том же году из-за того, что выпуск Горьковского завода, где он разрабатывался, не был направлен на производство лёгких танков.

## История создания
Идея о создании ЛТГ появилась ещё в 30-е годы на Горьковском автозаводе. В тот период на нём уже выпускались танки Т-38, Т-60 и Т-70, но со второго полугодия 1943 года производство лёгких танков на заводе было прекращено. Несмотря на это проектные работы КБ по лёгким танкам на нём продолжались. Так, в 1944 году  Гаваловым был разработан технический проект нового лёгкого танка. В этой машине была предпринята попытка соединить лёгкий танк с тяжёлым.
Полноценный проект получил кормовое расположение двигателя. Изначально его проектировали как лёгкий танк поддержки, но вскоре было принято решение проектировать его как как лёгкую противотанковую самоходную установку, но после ряда чертёжных усовершенствований, он стал не подходить под её параметры. Неклассическая компоновка для танков тех лет и некоторые конструктивные особенности танка Гавалова открыли массу возможностей, некоторые из которых были реализованы после войны.
В связи с тем, что производство завода было ориентировано на выпуск грузовиков, лёгких бронеавтомобилей и лёгких самоходно-артиллерийских установок, дальнейшие работы по танку были отложены на послевоенный период, где также не был реализован полностью.

## Описание конструкции

### Компоновочная схема
Компоновочная схема машины предусматривала кормовое расположение моторно-трансмиссионного отделения, совмещённые боевое отделение и отделение управления — в башне.

### Корпус и бронирование

#### корпус
В корпусе танка были расположены только двигатель с горизонтальным расположением цилиндров и трансмиссия сзади, топливные баки спереди и часть боекомплекта посередине. Все остальные важнейшие органы танка и экипаж находился в башне. Это позволяло уменьшить высоту корпуса танка, но подобная компоновка танка плотнее, чем у танков с классической компоновкой, что уменьшало живучесть танка в боевых условиях.  

#### Бронирование[7]
Бронирование корпуса составляло ~ 40-50 мм., что было достаточно для лёгкого танка. В связи с тем, что в башне находились важнейшие органы управления и экипаж, она была усилена во лбу бронёй, толщиной в ~130 мм., и ~80-90 по кругу. Листы брони должны были соединяться методом сварки, некоторые элементы выполнены литыми.

### Башня

#### Механик-водитель
Механик-водитель располагался слева от пушки и вёл наблюдение через наблюдательный прибор в крышке люка на крыше башни рядом с орудием. Крышка люка механика-водителя синхронно вращалась вместе с его сиденьем относительно башни. Для обеспечения обзора при любых углах поворота башни механик-водитель был посажен выше остальных членов экипажа, а крыша башни была сделана покатой со всех сторон. Кроме того, при повороте башни механик-водитель сохранял своё положение лицом вперед по ходу движения. Такое положение обеспечивалось специальным приводом от вращающегося сиденья механика-водителя к корпусу относительно центра вращающейся башни. Для этой цели опора башни была перенесена вниз и выполнена по типу погона лафета зенитной пушки. 

#### Наводчик
Сидение наводчика танка находилось справа от орудия. В распоряжении наводчика должен был быть пулемёт ДТ и шарнирный прицел. Также, на чертежах ему присваивался личный входной лючок в правой части крыши башни.

#### Заряжающий
Заряжающий находился позади казённика пушки. Предполагалось, что он также будет и разделять обязанности радиста. Также он должен был делить лючок с наводчиком.

#### Командир
Сидение командира танка находилось позади механика-водителя. Предполагалось, что в его распоряжении будет наблюдательный прибор МК-4. Также, предполагалось, что у него будет свой люк в задней части крыши башни.

### Вооружение
Планировалось, что в ЛТГ будет установлено длинноствольное орудие калибра 85-мм Д-5Т, которая также устанавливалась в танки Т-34-85, ИС-1, КВ-85 и САУ СУ-85. У орудия было достаточно громоздкий казённик из-за чего башня также была увеличена в размерах. По сравнительным характеристикам орудие Д-5Т было мощнее орудия С-53 того же калибра, но было сложнее в обслуживании. Также, предполагалось, что с орудием будет спарен пулемёт ДТ калибра 7,62-мм. Основной боекомплект для пушки должен был складываться в кормовую нишу башни, также предполагалась боеукладка под башней. Всего в боекомплект танка должно было входить 38 снарядов разного типа. 

### Двигатель и трансмиссия
На стадии проектирования предполагалась установка V-образного двигателя с горизонтальным расположением цилиндров мощностью 530 л.с. производства Горьковского завода. Предположительно, новым двигателем для ЛТГ мог стать двигатель ГАЗ-11. По обоим сторонам должны были располагаться выводы глушителей выхлопной системы.

### Ходовая часть

#### Органы управления
По чертежам предполагалось, что приводы управления могли быть как гидравлическими, так и электрическими. На валу вращения сидения механика-водителя были установлены звездочки по числу приводов управления: механизмом поворота, подачей топлива, главным фрикционом и коробкой передач. Движение педалей и рычагов механика-водителя передавалось через цепную передачу на соответствующие трубчатые оси, закрепленные на днище корпуса в центре башни. На трубчатых осях снизу имелись рычаги с вилками, соединявшиеся с соответствующими тягами. Передача движения от одной звездочки к другой не зависела от вращения башни вокруг своей оси и происходила как передача между неподвижными осями. 

#### Ходовая часть
Ходовая часть состояла из пары ведущих звёздочек сзади, пары ленивцев спереди и 7-и опорных катков большого диаметра на независимой подвеске с винтовой цилиндрической пружиной. Конструкция не предполагала поддерживающих катков.

### Оборудование
Чертёж танка не предполагал в себе наличия ящиков ЗИП и дополнительных ящиков для личных вещей членов экипажа снаружи корпуса. Несмотря на это, в проекте предполагались крепежи стандартных инструментов для советских танков: топор, лопата, ручная пила и рычаг запуска двигателя. Также в лобовой части корпуса предполагались крепежи для троса.

## В массовой культуре

### В компьютерных играх
Проект данного танка реализован в ММО-игре World of Tanks и World of Tanks Blitz. В обеих играх танк располагается на VII[2] уровне в ветке Т-100 ЛТ[3]. Компьютерный образец схож с проектными характеристиками. Некоторые характеристики даже повторяют сам проект, например, установку орудия Д-5Т и двигателя ГАЗ-11.

## Смотрите также
- Объект 906
- Объект 775
- Т-60
- Т-70
- Т-38
- МТ-25